# Nehuen García
Nehuen Tomás García (Cipolletti, Argentina; 26 de junio de 2001) es un futbolista que se desempeña como lateral izquierdo y actualmente milita en el Club Cipolletti del Federal A de Argentina.

## Trayectoria

### Independiente de Avellaneda
Nehuen fue formado en el club oriundo de su ciudad natal en Cipolletti siendo el equipo “Club Cipolletti”. 
Es un jugador que se ha desempeñado como lateral izquierdo en las reservas del Independiente , firmó su primer contrato profesional con Independiente de Avellaneda, hasta la temporada 2023. El juvenil selló el vínculo con el club de Avellaneda con una cláusula de rescisión de 5.000.000 de dólares. Tras estampar su firma fue cedido a préstamo por un año con el club Xelajú M.C. de la Liga Nacional de Guatemala.

### Xelajú
Nehuen haría su debut como futbolista profesional el 24 de julio de 2022 en el partido Xelajú M.C. vs Iztapa, partido que ganó Xelajú M.C. por un marcador 3-0.

### Club Cipolletti
Nehuen volvería con 21 años al club de su ciudad al Club Cipolletti.

## Clubes
| Club                 | País      | Año           |
| -------------------- | --------- | ------------- |
| Independiente        | Argentina | 2022-2023     |
| Xelajú M.C. (Cedido) | Guatemala | 2022-2023     |
| Club Cipolletti      | Argentina | 2023-presente |